# Александровский сельсовет (Алейский район)
Алекса́ндровский сельсове́т — упразднённое в 2013 году муниципальное образование со статусом сельского поселения и административно-территориальное образование в Алейском районе Алтайского края России. Административный центр — посёлок Александровский.

## История
4 декабря 2013 года включён в состав Совхозного сельсовета

## Население
| 1997 | 1998 | 1999 | 2000 | 2001 | 2002 |
| ---- | ---- | ---- | ---- | ---- | ---- |
| 638  | ↘612 | ↘603 | ↘570 | ↘536 | →536 |
| 2003 | 2004 | 2005 | 2006 | 2007 | 2008 |
| ↗543 | ↘540 | ↘507 | ↘478 | ↘473 | ↘469 |
| 2009 | 2010 | 2011 | 2012 | 2013 |      |
| →469 | ↘405 | ↘402 | ↘379 | ↘348 |      |

По результатам Всероссийской переписи населения 2010 года численность населения муниципального образования составила 405 человек, в том числе 208 мужчин и 197 женщин. Оценка Росстата на 1 января 2012 года — 379 человек.

## Населённые пункты
В состав сельского поселения входит один населённый пункт — посёлок Александровский.